# 端良
端良，富察氏，字伯蹇，号簡廷、簡庭、鑑亭、俭庭。满洲镶白旗人，清代官员。歷任景陵郎中、欽命稽察豐益倉事務山東道監察御史、掌廣東道監察御史、北京五城巡城御史、吏科給事中。

## 生平
端良是满洲镶白旗富察氏大员子弟，镶白旗满洲荣寿（荣绶）佐领下人，其曾祖为乾隆年间太子少保成都将军观成，祖父礼部尚书贵庆，父福建巡抚加兵部右侍郎衔署闽浙总督瑞璸。咸丰末，其父瑞璸加级至从一品，故为其捐得候选郎中。同治4年，实补景陵禮部郎中。同治7年，由宗室载钢奏请，奉旨将瑞璸任内欠款一半赏给其子端良，另一半由端良偿还。同治10年，宗室溥楙、宗室载燦、景麟奏聞郎中端良在同治九年京察一等，业务熟悉，能力可靠，年滿請暫留任景陵禮部郎中。光绪元年，端良改任户部云南司郎中。光绪13年开始，历任欽命稽察豐益倉事務山東道監察御史、署浙江道監察御史、掌廣東道監察御史、北京五城巡城御史、吏科給事中。端良任吏科吏科給事中时，可直接向皇帝上書，不畏强权，遂得罪人。端良弹劾大臣包括当时重臣李鸿章因留其女婿张佩纶在身边、刘坤一因其吸食鸦片（端良摺:刘坤一吸鸦片二三两,体弱病深,人皆不服。）等。亦上书请派重臣去天津查验炮台(端良摺:请派重臣赴津查炮台)。光绪15年，张之万题为山东道监察御史端良请豁免伊父瑞璸前在福建巡抚任内亏银。端良亦上书整顿宝源宝泉两钱局事、京師內外城樓潛藏奸宄請飭查拏事、以及揭露內務府私設黑屋擅押無辜。
光緒17年，宗室溥良（曾孙是当代启功先生）将外祖父贵庆诗册交给表兄端良（其姑姑富察氏是溥良母亲）。端良為其祖父贵庆詩鈔作序如下：《知了義齋詩鈔》先大父大宗伯月山公作也（先大父即已故祖父，大宗伯即禮部尚書，月山為貴慶字號），大父以嘉慶己未翰林，洊躋卿貳，服官遼東最久，故關外諸作，尤膾炙人口，晚年築精舍於西山之碧摩岩，著書自娛，此卷早經付梓，洎咸豐戊午，先中丞公及諸叔宦遊閩浙（先中丞公即端良父巡撫瑞璸，咸豐八年，瑞璸和弟瑞琇等在閩浙一帶為官），值庚申多事，家藏書籍大半散失（值庚申多事，指咸豐庚申年，即咸豐十年英法聯軍攻入北京，同年瑞璸弟瑞琇獲重罪斬監候）。光緒辛卯，表弟玉岑閣學視學江南（玉岑乃宗室溥良字號，即啟功先生曾祖，溥良母富察氏乃瑞璸妹妹，光绪辛卯即光绪十年，溥良以內閣學士任江蘇學政），瀕行以此見寄當年藏版也，三十年來重瞻手澤，感幸奚如，乞製序文，用付剞劂，時乙未冬至日，孫端良瑾志 （乙未乃光緒二十年，時端良由掌廣東道監察御史升任京城吏科給事中）。
端良曾手眼通天，从顏扎氏毓賢同族刑部郎中定成手中抢得名歌妓喜鳳，後萬金轉予道光帝和妃家麒慶之侄淮安關鹽政都慶為妾。《那桐日记》中亦有那桐和端良交往，以及友人聚會聽喜鳳演唱的记载。王锺翰《清史新考》:“当年在西城院,结识一名喜凤。其班名年久忘之,或名天喜,抑联升。此人仪态万方,红极一时,许多人及权要思纳之而不可得,盖其从良条件太苛也。后为忌者使手段告于官,不知所为何事。于是送之刑部。其本名杜立之者,即曲院之掌班也。时刑部某司长定镇平成(定成）由进士出身,官刑部郎中,人极风厉,办现审即问口供最有名,颇思得此。于是判男加责罚,女归官卖,定公欲使他人出名领去而已,出身价必可成。不料有手眼通天、捷足先登之端简庭(名良,后官御史者即端良) ,以八百金赎之去,亦非欲纳为妾,仍欲转售他人。会在酒局中，遇都四爷余臣（和妃家麒慶之侄淮安關鹽政都慶），出像片示. 之云：'欲得此人否？'都喜出望外，竟以万金易之。” 
光绪22年，端良和好友宗室溥松即奕纪之孙涉同案，被刑部秘密参骇革职。《翁同龢日记》：言官溥松、端良,一挟私、一受托,为刑部所劾,有旨均革职。此两人声名本坏。崇彝《道咸以来朝野杂记》:贵月山尚书庆，住东城甘雨胡同。其孙端良，字俭庭，光绪中曾官御史，且巡城矣。声名甚劣，而有才气，後以言事革职，潦倒以终。庚子之变，出办安民公所，颇得人民赞许，盖晚年思改过耳。
光绪26年，八國聯軍侵华，慈禧和光绪帝等逃离北京。经好友那桐等人推荐，端良參與籌辦安民公所，中國最早警察局雛形，臨時負責北京城市治安衛生。安民公所立在北京燈市口裕興堂，端良為安民公所總辦八人之一，晚年虽貧困，但做事為百姓稱贊。安民公所八人總辦多为清庭以前革职人员。他们分别是：海福（字号鹤汀）、端良（字号简亭）、文祐（总理衙门英文翻译，字号佐卿）、胡图哩（定邊左副將軍绥远城将军永德子，刑部员外郎，字号景梅）、文绅（字号搢卿，淮安關監督，后杭州府知府）、延昌（正白旗图门氏，字号寿峰，惠陵监督外放南宁府知府，回京候补道员神机营）、书正（端甫，杭州织造）、继纲（振之，内务府奉宸苑郎中）。

## 家人
- 曾祖：成都将军观成。
- 祖：礼部尚书贵庆。（为祖父贵庆《知了義齋詩鈔》作序）
- 父：福建巡抚代办闽浙总督事务瑞璸。（第一历史馆档案：端良替已故父瑞璸还欠款）
- 叔叔姑姑：已革府经历瑞珍、吏部郎中钦派宝源局监督后浙江嘉兴府知府瑞琇（继妻爱新觉罗氏；正妻赵氏，来自端良密友汉军正蓝旗赵尔震家族。此支赵氏和清宗室、道光帝和妃、贵庆密友侍郎秀堃、端良密友恩溥（承龄子）等皆有联姻）。姑富察氏嫁貝勒奕亨子載崇，為啟功高祖母。
- 兄弟：阿良，同光年间，任盛京户部外郎、刑部衙門陝西司員外郎。表兄弟有宗室溥良、溥善、溥興。
- 堂姐妹：据《爱新觉罗宗谱》，贵庆子瑞琇之女富察氏嫁怡亲王奕勳之孙溥新或作溥信为正妻、溥新继妻为贵庆学生完颜麟庆侄崇寿之女完颜氏。溥新，或作溥信，载增子，过继给载坪。溥新有子毓宝，过继给载垣子溥斌为嗣。溥新还有子在民国改名金蕴山。
- 友：根据端良在光绪20年所著《甲午日录》，与其交往密切的友人有文焕（字仲云，李佳氏，詹事府左中允）、赵尔震（字号铁珊，宝源局监督候补知府，赵尔巽赵尔丰之兄）、恩溥（字仲渊，于瑚鲁氏，工部郎中、陕西道监察御史，母赵氏和端良叔母同族，父貴州布政使承齡）、溥松（字号鹤卿，宗室奕纪孙）、溥頲（字号仲路，宗室奕纪孙）、岳樑（字号柱臣，正白旗蒙古人，后任大理寺卿、副都统、泰甯鎮總兵官）和岳龄（正白旗蒙古进士，字号衡岛，直隸州知州）兄弟。《甲午日录》中端良记载的其他交往人物还有那桐（琴轩）、桂春（月亭，富察氏）、英绵（济臣，宗室，刑部尚书麟书之子）、景禐(佩珂,福建布政使裕鐸之子，妻富察氏)、崇绮（文山）、曹志清（御使，字号显梅、仙楣）、寶棻（湘石、湘士，托渾布孙）、裕德（寿田）、冯汝骥（申甫）、象济（楫臣，斐莫氏，兵部尚書志和之侄）、清泰（阶平，觉罗氏，户部郎中）、张荫桓（樵野）、刘培（荫轩，进士）、董福祥（星五、锡五，进士）、毓秀（佟佳氏，德椿子）等。《甲午日录》中的很多人物字号可以和《那桐日记》、《翁同龢日记》相印证[1]